# Walter Lichel
Walter Lichel (* 1. Mai 1885 in Stolp; † 10. Dezember 1969 in Bärnau) war ein deutscher General der Infanterie im Zweiten Weltkrieg, der am 18. September 1941 das Ritterkreuz des Eisernen Kreuzes erhalten hatte.
Lichel trat am 1. November 1903 als Fahnenjunker in das Infanterie-Regiment Nr. 83 der Preußischen Armee ein. Er wurde am 18. Mai 1905 zum Leutnant befördert. Lichel wurde als Offizier im Ersten Weltkrieg eingesetzt. Nach Ende des Krieges wechselte er in die Reichswehr und wirkte als Kommandeur in verschiedenen Einheiten. Am 1. September 1934 wurde er zum Oberst befördert. Er bekam am 1. Oktober 1936 das Kommando über das Infanterie-Regiment 22. Die Beförderung zum Generalmajor erfolgte am 1. Februar 1938. Am 10. November 1938 wurde er Kommandeur der 3. Infanterie-Division. Er führte die Division beim Überfall auf Polen. Die Beförderung zum Generalleutnant erfolgte am 1. Februar 1940. Vom 5. Oktober 1940 bis 5. August 1941 war er Kommandeur der 123. Infanterie-Division. Mit der Division wurde er an der Ostfront eingesetzt. Vom 5. August 1941 bis 31. August 1944 war er in einem Lazarett. Noch im Lazarett wurde er 1. Dezember 1942 wurde er zum General der Infanterie befördert. Vom 1. November 1944 bis  13. April 1945 war er Kommandierender General vom Stellvertretenden Generalkommando XI. Armeekorps.